# Брэдмор, Джон
Джон Брэдмор (англ. John Bradmore; ум. 27 января 1412) — английский практикующий хирург. Имея некоторые проблемы с законом и будучи обвинённым в чеканке фальшивых монет, Брэдмор стал придворным врачом во время правления короля Генриха IV и накопил значительное состояние. Как хирург он приобрёл известность тем, что сначала вылечил неудачно пытавшегося покончить с собой мастера королевских павильонов, а затем с помощью изобретённого им хирургического инструмента смог извлечь стрелу из головы будущего короля Генриха V, которой тот был ранен во время битвы при Шрусбери в 1403 году. Между 1403 и 1412 годами Брэдмор создал труд, названный им «Philomena» — один из самых ранних трактатов по хирургии. В этом труде автор описал несколько случаев из своей практики, включая спасение принца Генриха.

## Биография
Дата рождения Джона Брэдмора неизвестна. Как и другие члены его семьи, Брэдмор был практикующим хирургом. Его брат, Николас, также был хирургом в Лондоне, однако Джон, судя по всему, был гораздо более успешен, накопив значительное состояние. Его дочь, Агнес, также вышла замуж за хирурга по имени Дон Лонг.
Как минимум с 1377 года и до самой смерти Брэдмор жил в Лондоне, поскольку в этом году он вместе со своей первой женой Маргарет указан в числе учредителей братства Святой Троицы в приходе святого Ботольфа в Олдерсгейте. В 1400 году он был старостой приходской церкви, а в 1409—1410 годах — мастером братства Святой Троицы. Кроме того, по завещанию Брэдмора его имущество, завещанное дочери, жене и ожидаемому ребёнку, в случае отсутствия у них законных наследников должно было перейти в братство. И в 1447 году оно действительно находилось уже под контролем братства.
Историк Ф. Гец сообщает, что хирурги в то время занимались в том числе и работами по металлу, самостоятельно создавая хирургические инструменты для себя и на продажу. Джон Брэдмор, вероятно, был опытным кузнецом, поскольку его называют «gemestre». Вероятно, этот эпитет означает, что он делал украшения. Скорее всего, именно с этой деятельностью связаны проблемы с законом, которые возникли у него в 1386 году, когда Джона Брэдмора и его брата Николаса обвинили в изготовлении фальшивых монет. Однако последствий это обвинение не имело, и они были прощены. Позже Джон поддержал брата, когда у того вновь возникли проблемы с законом, но сам он, судя по всему, в дальнейшем провёл мирную и безупречную жизнь.
В апреле 1390 года Джон Брэдмор принёс клятву в лондонской Ратуше перед мэром и олдерменами, после чего, вероятно, вместе с тремя другими хирургами взял под контроль проведение всех хирургических операции в Лондоне. В 1390—1391 и в 1402 годах он осматривал монахов в больнице Вестминстерского аббатства. В это время он явно преуспевал и с 1391 года стал приобретать собственность в районе церкви святого Ботольфа в Олдерсгейте. С 1391 года и до самой смерти он жил в съёмной квартире на улице Олдерсгейт, напротив приходской церкви. В 1399 году Брэдмор купил прилегающий к ней сад. В момент смерти он владел четырьмя съёмными квартирами; одну из них он завещал дочери, три других — второй жене Кэтрин и её ожидаемому ребёнку, который родился уже после его смерти. Вскоре после смерти Брэдмора в листе субсидий 1412 года было указано, что его вдова выплачивала годовую арендную плату 4 фунта 6 шиллингов.
На протяжении всего правления короля Генриха IV Джон Брэдмор работал придворным врачом. В 1403 и 1406 годах он получал выплаты от королевского двора на оплату пошлин и одежды, а также, по-видимому, ещё и 10 марок в год от принца Уэльского. В 1408 году он был назначен таможенным смотрителем в Лондонском порту, что принесло ему аннуитет в размере 10 фунтов в год. Сохранились также записи о том, что ему оплачивали стоимость лекарств для лечения короля. 
Брэдмор умер 27 января 1412 года в своём домашнем приходе и был похоронен в церкви святого Ботольфа. Его надгробье просуществовало до великого пожара 1666 года.

## Philomena
Между 1403 и 1412 годами Джон Брэдмор создал трактат по хирургии, написанный на латыни и названный им «Philomena». Перевод его на английский язык, который сохранился в медицинском сборнике 1736 года из коллекции Эдварда Харли, 2-го графа Оксфорда, был выполнен около 1446 года. В настоящее время рукопись хранится в Британской библиотеке). 
В своём трактате Брэдмор описывает несколько случаев из своей хирургической практики. Самым известным из них является спасение жизни принца Уэльского — будущего короля Англии Генриха V. Принц Генрих во время битвы при Шрусбери в 1403 году был тяжело ранен — стрела попала в голову под левый глаз рядом с носом, застряв в кости черепа. Полностью стрелу извлечь не удалось, в кости остался наконечник, застрявший в черепе на глубине 6 дюймов. Раненного принца перевезли в замок Кенилворт, где несколько вызванных врачей попытались извлечь наконечник с помощью зелий и других лекарств, однако их попытки успехом не увенчались. После этого на помощь позвали Брэдмора. Для извлечения стрелы он создал специальные щипцы. В «Philomena» приведено их подробное описание и эскиз. Щипцы были полыми, с тонкими концами, ширина которых не превышала ширину наконечника стрелы. На конце каждого рычага была винтовая резьба. Кроме того, в щипцах был отдельный винтовой механизм, проходящий через их центр. Но прежде чем использовать инструмент, нужно было расширить края раны. Для этого врач засунул в рану рядом с наконечником тонкие длинные «зонды» из сердцевины старой бузины, обёрнутые в очищенную льняную ткань и пропитанные мёдом, обладающим антисептическим эффектом. Когда, по его расчётам, зонды достигли конца раны, хирург ввёл в неё инструмент. Винтовой механизм позволил расширить щипцы и зафиксировать их, после чего удалось зацепить наконечник стрелы и, расшатав его, достать. Чтобы рана не загноилась, Брэдмор залил рану белым вином, которое имело сильный, хотя и недолгий антисептический эффект. Чтобы гарантировать заживление раны, доктор поместил в рану тампоны из льняной ткани, пропитанные сваренной им мазью на основе мёда. Через день он удалил верхнюю часть тампонов, позволив ране закрыться. Через 20 дней Брэдмор применил другое снадобье — Unguentum Fuscum. Оно представляло собой комплекс из более чем 20 трав, воска, масла и некоторых смол, но точный рецепт автор трактата не сообщает. Это лекарство, вероятно, имело прогревающий эффект. Лечение принесло результат: принц выжил, а рана затянулась, хотя и остался шрам.
Другой известный случай, приведённый Брэдмором — лечение мастера королевских павильонов, который сделал неудачную попытку покончить жизнь самоубийством. Он нанёс себе две раны в живот, одна из которых была достаточно обширна. Лечение продолжалось 86 дней и окончилось успешно, пациент выжил. Попытка самоубийства, судя по всему, относится к первому году правления Генриха IV, то есть к 1399 или 1400 году. На момент вступления Генриха IV на престол этот пост занимал Уильям Уинслоу, но уже 8 октября 1399 года его заменили на Джона Дрейтона. Хотя имя своего пациента Брэдмор не называет, но вероятнее всего им был Уинслоу, поскольку Дрейтон, который занимал должность до своей смерти в 1408 году, проявлял достаточную активность в первый год правления нового короля. Возможно, смещение Уинслоу было вызвано невозможностью им исполнять свои обязанности, поскольку его лечение заняло больше 2 месяцев. При этом Уинслоу был жив ещё в 1403 году, что подтверждает успешность лечения.
Приведя оба указанных случая, Брэдмор как продемонстрировал своё умение залечивать раны, с которыми не смогли справиться другие врачи, так и указал на высокий статус своих пациентов.

## Семья
1-я жена: Маргарет (ум. после мая 1410). От этого брака родилась одна дочь :
- Агнес[1]; она была замужем за хирургом Джоном Лонгом[2].

2-я жена: Кэтрин. От этого брака родился один сын:
- Николас (родился уже после смерти отца)[1].